# 孫善寶
孫善寶（1772年—1853年），字楚珍，號篔穀，山东济宁人，清朝政治人物。
两江总督孙玉庭之子，嘉庆丁卯乡试举人。道光初，用任子例官刑部员外郎，擢山西道御史，改陕西道，转吏科给事中，改户科，晋掌兵科印。后调直隶大顺广道，改霸昌道，擢云南按察使，未抵任，升授湖北布政使，改江苏布政使，晋江苏巡抚，署两江总督。道光二十五年，引疾得请，遂归老于家，咸丰三年卒。